# Urticina asiatica
Urticina asiatica is een zeeanemonensoort uit de familie Actiniidae.
Urticina asiatica is voor het eerst wetenschappelijk beschreven door Averincev in 1967.